# Мойсеєнко Петро Онисимович
Мойсеєнко Петро Онисимович (також Мойсеєнко Петро Анісимович, псевдоніми Анісимов, Щербаков, Онісімов) (1852 — 30 листопада 1923) — один з перших російських робітників-революціонерів, учасник народницького та соціал-демократичного рухів.
Уродженець села Обиденного Сичовського повіту Смоленської губернії в родині кріпосних селян. 1871 — 1874 — працював в Орехово-Борисові на фабриці Зіміна, де й отримав спеціальнісь ткача. З 1874 року — в Петербурзі. Тут він познайомився з Георгієм Плехановим і Степаном Халтуріним, які здійснили на нього дуже сильний вплив. 1878 — Мойсеєнко разом з Халтуріним і Обнорським засновують «Північний союз боротьби за визволення робітничого класу».
1865 як учень був відданий на московську фабрику. Від 1871 працював ткачем у м. Орєхово-Зуєво (нині місто Московської області, РФ). Від 1874 — у Санкт-Петербурзі на фабриці Шау. Брав участь у діяльності петербурзьких народницьких гуртків (див. Народники). Учасник Казанської демонстрації 1876 та член Північного союзу російських робітників (1878). 1878—83 за участь у страйковому русі висланий спершу до Смоленської, а пізніше — до Єнісейської губернії.
Після повернення в 1884 році поступає на ткацьку Нікольську мануфактуру Сави Морозова в м. Орєхово-Зуєво.
Організував революційний робітничий гурток. 7 січня 1885 року разом з робочим Василем Волковим очолив страйк, що став найбільшим організованим страйком робітників у Російській імперії. Страйкувало до 8 000 чоловік. Заарештований і засланий на 5 років до Архангельської губернії (1885—89).
Після повернення із заслання проводив революційну діяльність у м. Ростов-на-Дону (нині місто в РФ; 1893—94). Заарештований і висланий до Вологодської губернії (1894—98). Від 1899 — на Донбасі та в м. Маріуполь.
З 1901 року — член Російської соціал-демократичної робітничої партії, більшовик. 1901 — 1908 — працює на рудниках Донецького басейну. З травня 1902 року працює теслярем на Центральному руднику Щербинівки (нині шахта імені Дзержинського), заснував соціал-демократичні гуртки, які 1903 року об'єднались в Щербинівську соціал-демократичну організацію. Засновник «Північно-руської робітничої спілки», один із більшовицьких керівників революції 1905 у Донбасі.
1905 входив до складу страйкового комітету Щербинівського рудника. 1909—10 — у м. Баку (нині столиця Азербайджану). Від 1912 — у м. Горлівка, де став одним із керівників Горлівського страйку, в якому взяли участь понад 30 000 чоловік (1916). 1917—18 — учасник громадянської війни на Північному Кавказі та в Баку. Інструктор народної освіти в м. Мінеральні Води (нині місто Ставропольського краю, РФ; 1920—21). Від 1922 працював у Харківському інституті історії партії. Автор спогадів з історії революційного руху 70-х рр. 19 — поч. 20 ст. У останні роки працював в Істпарті в Харкові.
Помер у м. Харків, похований у м. Орєхово-Зуєво.
1924 — опубліковано мемуари «Спогади (1873 — 1923)», відомий також вірш «Я хочу вам рассказать», написаний 1879 року.

## Вшанування пам'яті

Меморіальна дошка у дворі шахти імені Дзержинського, місто Торецьк

- Пам'ятник П. А. Мойсеєнко встановлено в Орєхово-Борисово на вулиці В. І. Леніна.[джерело?]
- У Санкт-Петербурзі в 1925 році Нова бумагопрядильня перейменована на фабрику ім. П. Анісімова. В 1972 році у дворі фабрики встановлений бюст Мойсеєнку, його іменем названа вулиця[5].
- У січні 1986 року в місті Торецьку Донецької області на будівлі, в якій знаходилася теслярна майстерня, де працював П. А. Мойсеєнко, встановлено меморіальну дошку.